# Pinus teocote
Pinus teocote (Сосна теокотська) — вид сосни роду сосна родини соснових.

## Поширення
Країни зростання:
Мексика: ймовірно, найбільш широко поширена та ендемічна на території Мексики, найбільш поширений в Центральній Мексиці, що зростають в Чіуауа, Коауїла, Нуево-Леон, Тамауліпас, Сіналоа, Дуранго, Сакатекас, Сан-Луїс-Потосі, Наяріт, Агуаскальєнтес, Халіско, Гуанахуато...